# Za ABC〜5stars〜
『Za ABC〜5stars〜』（ザ・エービーシー ファイブスターズ）は、男性アイドルグループ・A.B.C-ZのデビューDVD。2012年2月1日にポニーキャニオンから発売された。

## 概要
A.B.C-Zはこの作品でジャニーズ初のDVDデビューを果たした。
表題曲「Za ABC〜5stars〜」のミュージック・ビデオは、1つのカメラのみで4分45秒ノーカット・ノンストップで撮影された。監督は多田卓也。
2012年1月31日、メジャーデビュー記念イベントを東京・SHIBUYA-AXで開催した。「ファンに感謝を伝えたい」というメンバーたっての希望により、本作をメンバーが手渡しで販売し、1万5000人を動員した。さらにその場で抽選に当選した1000人を招いてスペシャルイベントを行い、DVD収録曲をライブで披露した。
規格品番はPCBP-55555である。ジャニーズファミリークラブ限定予約特典として、オリジナル・キャラクター・マスコット（各メンバーVer.全5種）が付属した。

## チャート成績
2012年2月13日付オリコン週間DVDランキングで初登場総合1位を獲得した。初動売上枚数は約5.6万枚。1999年4月の同ランキング集計開始以来、デビュー作によるDVD総合首位獲得は史上初の快挙となった。
2022年6月29日に公式TikTokアカウントを開設したことにともない、表題曲「Za ABC 〜5stars〜」が2022年7月6日公開のTikTok上における楽曲人気を測るチャート「TikTok Weekly Top 20」で第7位にランクインした。

## 収録内容
1. 「Za ABC 〜5stars〜」Music Clip
作詞：作田雅弥、作曲：Tommy Clint、編曲：Tommy Clint・奥山明
  - ワンカメ[注 1]で撮影されている[9]Music ClipにはA.B.C-Z（橋本良亮、戸塚祥太、河合郁人、五関晃一、塚田僚一）に加えて、ジャニーズJr.（倉本郁、神宮寺勇太、中村嶺亜[10]、羽生田挙武、栗田恵、谷村龍一、角井健人、田中樹、諸星翔希、岸優太、高橋颯、萩谷慧悟、ルイス・ジェシー、松村北斗、半澤暁、宮近海斗、海宝潤、高橋凜、松田元太、新藤樹力、堺隼弥、椿泰我、川口優、千田京平、五十嵐大樹、梶山朝日、阿部顕嵐、三浦わたる、西本京平、林一平、輪島大生）が出演している[11]。
  - 振り付けは五関がダンス、塚田がアクロバット部分を担当し、すべてメンバーで考えて作った作品となっている[6][4]。
2. 「砂のグラス」Dance Clip
作詞：亜美、作曲：瀬川浩平、編曲：鈴木雅也
  - 2012年11月に行われたコンサート『A.B.C-Z 2011 first Concert in YOYOGI』で初披露された楽曲[12]。
3. Making & Special Interview
4. 「A.B.C-Z 2011 first Concert in YOYOGI」Digest with「Dream 〜5つの願い〜」